# Iñaki Lejarreta Errasti
Iñaki Lejarreta Errasti (Berriz, Biscaia, 1 de setembre de 1983 - Iurreta, 16 de desembre de 2012) va ser un ciclista de muntanya basc, especialitzat en el Camp a través.
Va guanyar dues medalles, una d'elles d'or, als Campionats del món de ciclisme de muntanya en la modalitat de relleus. El 2008 va participar en els Jocs de Rio de Pequín en la prova de Camp a través on va acabar vuitè.
Va morir atropellat per un vehicle mentre estava entrenant.
Era fill del també ciclista Ismael Lejarreta i nebot de Marino Lejarreta.

## Palmarès
- 2000
  -  Campió del món en Camp a través per relleus (amb Margalida Fullana, Roberto Lezaun i José Antonio Hermida)
- 2001
  -  Campió del món júnior en Camp a través